# Cantone di Fleurance-Lomagne
Il Cantone di Fleurance-Lomagne è una divisione amministrativa dell'arrondissement di Condom.
È stato costituito a seguito della riforma approvata con decreto del 26 febbraio 2014, che ha avuto attuazione dopo le elezioni dipartimentali del 2015.

## Composizione
Comprende i 33 comuni di:
- Avezan
- Bivès
- Brugnens
- Cadeilhan
- Castelnau-d'Arbieu
- Castéron
- Céran
- Cézan
- Estramiac
- Fleurance
- Gaudonville
- Gavarret-sur-Aulouste
- Goutz
- Lalanne
- Lamothe-Goas
- Magnas
- Mauroux
- Miramont-Latour
- Montestruc-sur-Gers
- Pauilhac
- Pessoulens
- Pis
- Préchac
- Puységur
- Réjaumont
- Saint-Clar
- Saint-Créac
- Saint-Léonard
- Sainte-Radegonde
- La Sauvetat
- Taybosc
- Tournecoupe
- Urdens